# 松井屋酒造場
有限会社松井屋酒造場（まついやしゅぞうじょう）は、岐阜県加茂郡富加町加治田にある酒造メーカーである。寛政7年（1795年）創業とされる。「睦鳥」「半布里戸籍」「加治田城」などの銘柄の日本酒を製造している。

## 歴史
江戸時代の加治田村は加治田城の城下町かつ宿場町であり、松井屋などが酒造りを行なっていた。寛政7年（1795年）には主屋が建てられた。
1990年（平成2年）、酒蔵と主屋を用いて松井屋酒造資料館が開館した。
1995年（平成7年）6月には、主屋、2棟の酒蔵、酒造用具3143点、酒造文書459点が岐阜県重要有形民俗文化財に指定された。

## 松井屋酒造資料館

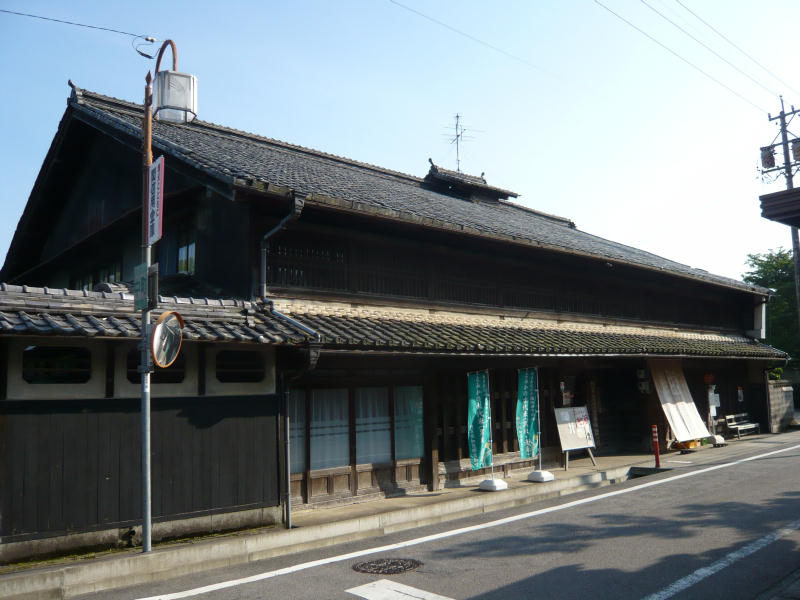
主屋

### 展示
酒造時期以外は酒蔵が解放されて松井屋酒造資料館となっている。酒蔵用具や古文書などが一般公開されており、2階には明治から昭和初期の生活道具も展示されている。1922年（大正11年）に製造されたサルムソン 2（乙式一型偵察機）のプロペラ・尾翼・支柱も展示されており、全国的に見て珍しい展示物であるとされる。

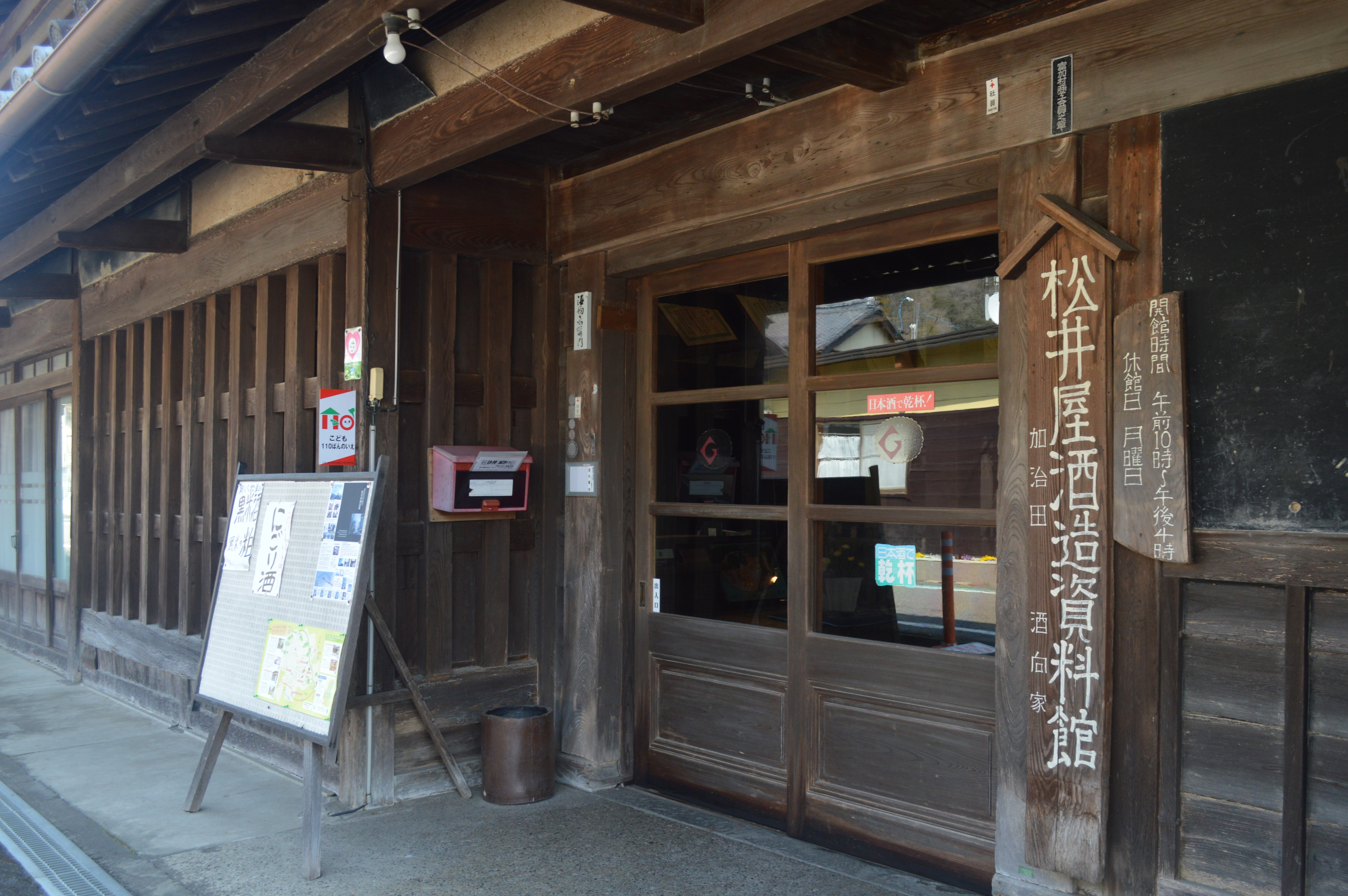
主屋の入口
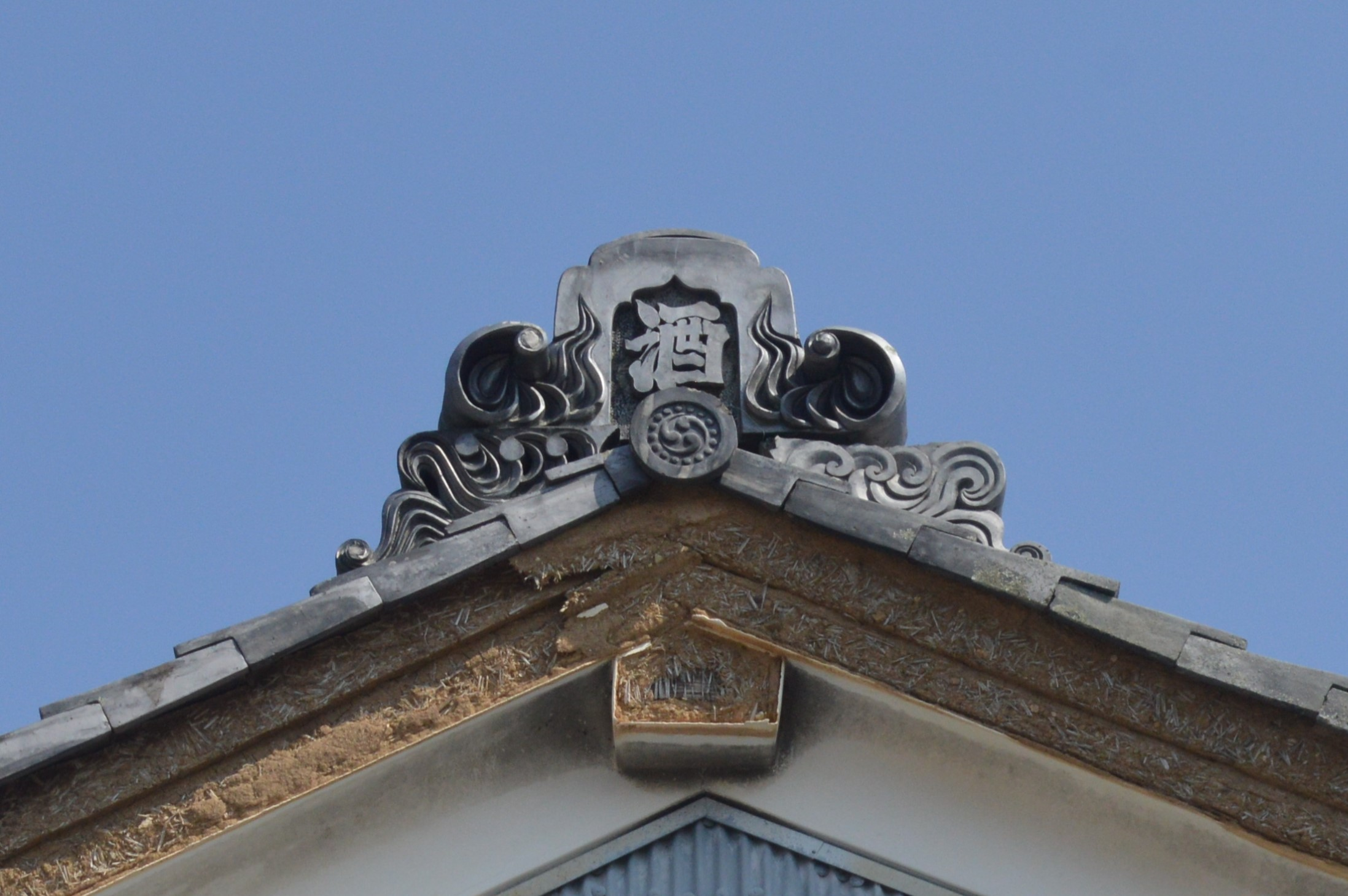
主屋の鬼瓦

### 利用案内
- 開館時間 - 午前10時～午後4時
- 休館日 - 月曜、酒造時期（12月上旬～翌年1月末頃）
- 入館料 - 大人300円、小人150円

## 商品
- 上撰「睦鳥」
- 純米酒「半布里戸籍」
- 本醸造酒「加治田城」
- 「にごり酒」
- 「黒米酒」
- 「赤米酒」
- 「梨のリキュール」